# Máteia Mátevski
Máteia Mátevski (Istambul, 13 de março de 1929 - 6 de junho de 2018) foi um renomado poeta, crítico literário e de teatro, ensaista e tradutor da Macedônia do Norte.

## Biografia e trabalho
Filho de albaneses membros da Igreja Ortodoxa da Albânia, formou-se em Filogia em Skopje, capital da Macedônia do Norte. 
Quando era estudante fundou a revista Mlada Literatura(Literatura jovem) na década de 1950.
sendo sempre um importante renovador da poesia macedônica desde seu primeiro livro, em 1956, “Chuvas” e fazendo parte de uma geração de poetas e intelectuais que após a II Guerra Mundial vão se afastar de um certo lirismo e nacionalismo românticos.  .
Vencedor de vários prêmios internacionais, recebeu a Legião Francesa de Honra, Artes e Literatura. 
Tradutor de poesia de várias línguas, traduz também do português, tendo traduzido autores como os eslovenos Ciril Zlobec e Dane Zajc; os portugueses Gonçalo M. Tavares,Vasco Graça Moura e Casimiro de Brito, e principalmente espanhóis como Lorca (obras completas), Rafael Alberti, Juan Ramón Jiménez, Francisco de Quevedo e Gôngora, entre outros clássicos e modernos.
Morreu em 6 de junho de 2018, aos 89 anos.

## Obra parcial
- Chuvas (poesia, 1956)
- Equinócio (poesia, 1963)
- Lírios (poesia, 1976)
- Círculos (poesia, 1977)
- A árvore da lima (poesia, 1980)
- O nascimento da tragédia (poesia, 1985)
- Da tradição ao futuro (crítica e ensaios, 1987)
- Drama e Teatro (crítica e ensaios, 1987)
- Para fora (poesia 1990)
- A torre negra (poesia, 1992)
- Atirando fora (poesia, 1996)
- O morto (poesia, 1999)
- Área interna (poesia, 2000)